# NGC 4239
NGC 4239 је елиптична галаксија у сазвежђу Береникина коса која се налази на NGC листи објеката дубоког неба.
Деклинација објекта је + 16° 31' 54" а ректасцензија 12h 17m 14,9s. Привидна величина (магнитуда) објекта NGC 4239 износи 12,6 а фотографска магнитуда 13,6. NGC 4239 је још познат и под ознакама UGC 7316, MCG 3-31-92, CGCG 98-129, PGC 39398.